# City of Ember
City of Ember, Cidade das Sombras, é um filme americano de ficção científica e fantasia baseado no romance The City of Ember de Jeanne DuPrau. Foi dirigido por Gil Kenan, com roteiro de Caroline Thompson, estrelando Saoirse Ronan, Harry Treadaway, Bill Murray, Mackenzie Crook, Martin Landau e Tim Robbins.

## Sinopse
A cidade subterrânea de Ember sempre viveu feliz, até que o seu poderoso gerador começou a falhar. Lina Mayfleet, que mora com a sua avó e a sua irmãzinha Poppy, descobre uma maleta que contém um estranho objeto e uma carta criptografada, que ajuda Lina e seu amigo Doon a descobrir a verdade sobre a cidade de Ember.

## Elenco
- Saoirse Ronan como Lina Mayfleet
- Harry Treadaway como Doon Harrow
- Bill Murray como Prefeito
- Liz Smith como A Vovó
- Lucinda Dryzek como Lizzie Bisco
- Martin Landau como Sul
- Tim Robbins como Loris 'Barrow' Harrow
- Mackenzie Crook como Looper
- Marianne Jean-Baptiste como Clary Lane